# Alina (voornaam)
Alina is een van oorsprong Griekse voornaam voor vrouwen. De naam is een verbastering van Helana en betekent vrij vertaald licht, fakkel of stralend. De naam is verwant met de Griekse woorden 'hèlios' (zon) en 'selènè' (maan).
De naam komt in de Westerse wereld vrij weinig voor. De landen waar de naam het meest gebruikt wordt zijn Frankrijk, Spanje, Italië en Brazilië. In die laatste wordt de naam ook wel gespeld als Aline.

## Bekende naamdragers
- Alina Astafei
- Alina Bercu
- Alina Cho
- Alina Cojocaru
- Alina Devecerski
- Alina Dichtjar
- Alina Dumitru
- Alina Eremia
- Alina Fernández
- Alina Foley
- Alina Frasa
- Alina Garciamendez
- Alina Goreac
- Alina Gorghiu
- Alina Grosu
- Alina Gut
- Alina Ibragimova
- Alina Ivanova
- Alina Jägerstedt
- Alina Jenkins
- Alina Kabajeva
- Alina Kozich
- Alina Maksimenko
- Alina Martain
- Alina Militaru
- Alina Orlova
- Alina Panova
- Alina Pasj
- Alina Pienkowska
- Alina Plugaru
- Alina Pogostkina
- Alina Popa
- Alina Puscau
- Alina Reyes
- Alina Smith
- Alina Somova
- Alina Surmacka Szczesniak
- Alina Szapocznikow
- Alina Talay
- Alina Tugend
- Alina Tumilovich
- Alina Vera Savin
- Alina Zjidkova